# Витривалість
Витривалість (людини) — здатність організму до тривалого виконання будь-якої роботи без помітного зниження працездатності. Рівень витривалості визначається часом, протягом якого людина може виконувати задану фізичну вправу (різновид діяльності). Витривалість людини можна охарактеризувати як здатність організму протистояти втомі.

## Види
Існує три види витривалості:
- Загальна витривалість — здатність до тривалого виконання з високою ефективністю роботи помірної інтенсивності.
- Спеціальна витривалість — здатність до тривалого перенесення навантажень, характерних для конкретного виду діяльності.
- Силова витривалість — це здатність тривалий час виконувати роботу без зниження її ефективності, що потребує значної прояви сили. По-друге, це здатність долати заданий силове напругу протягом певного часу. У залежності від режиму роботи м'язів можна виділити статичну і динамічну силову витривалість.

## В спортивній гімнастиці
В гімнастиці витривалість характеризується як здатність і тренованість для виконання складнішого гімнастичного елемента в кінці комбінації, як здатність зберігати якісну координацію зусиль. Невід'ємною вимогою є здатність протистояти психологічній напрузі, що зростає у змаганнях.